# Smelten (metaal)

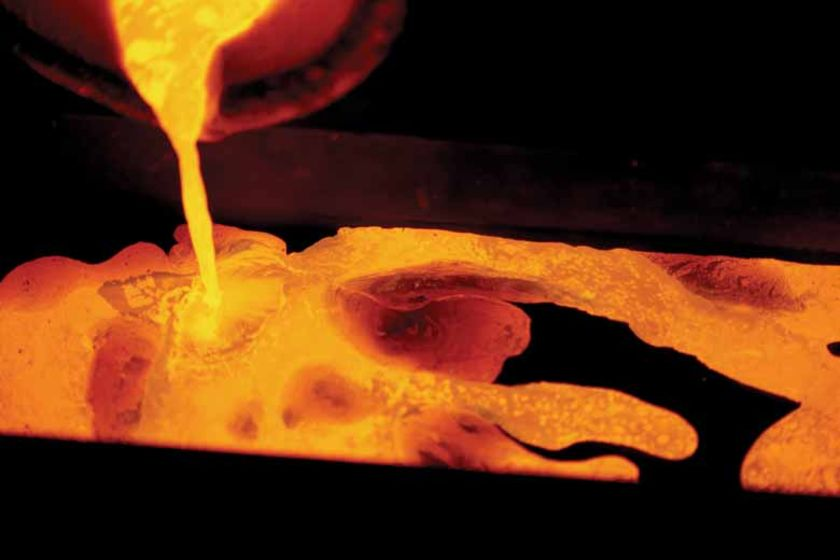
Gieten van goud-smelt in een matrijs

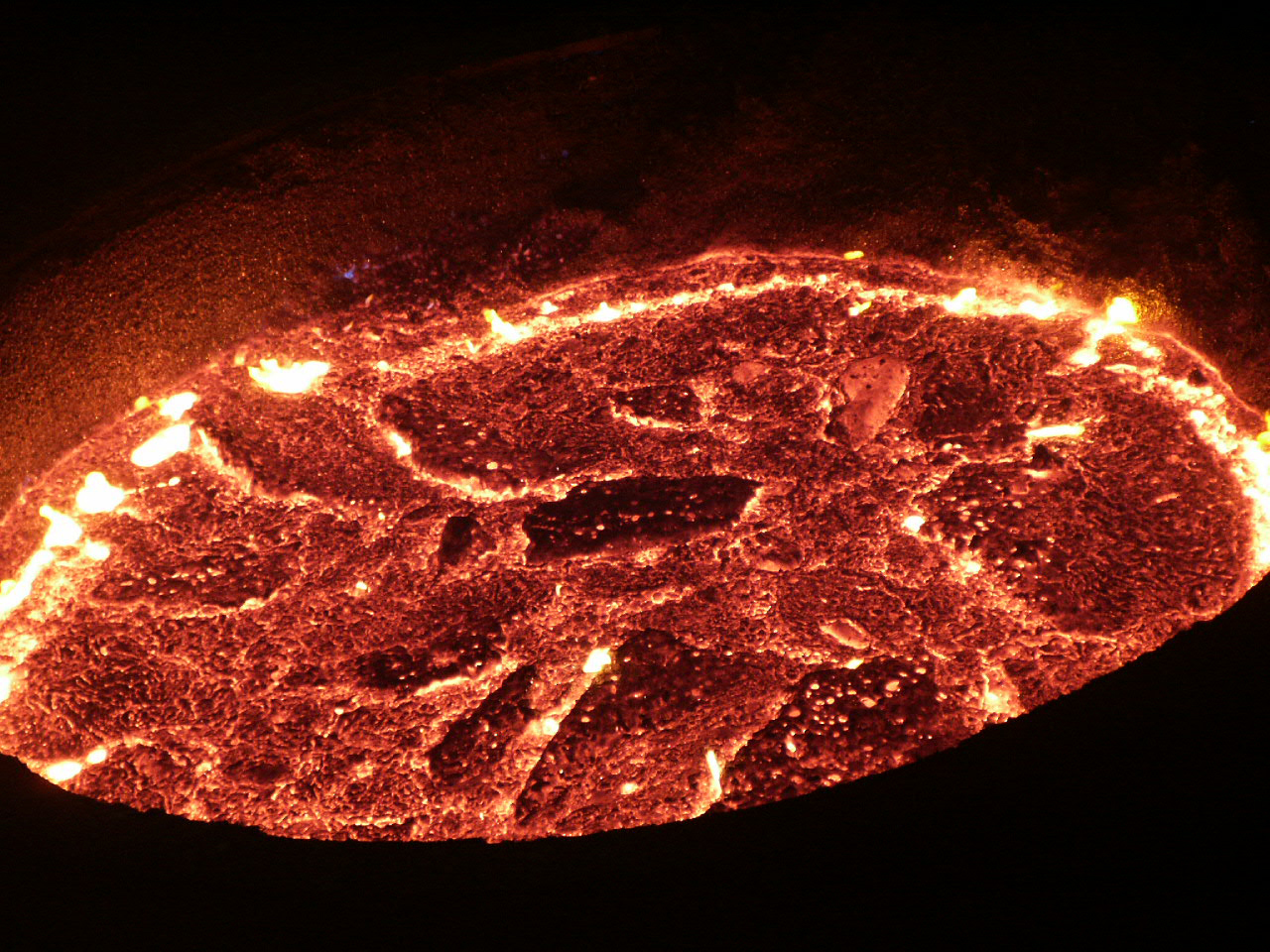
Ruwijzer smelt

Smelten van ijzererts en koolstof tot ijzer in een hoogoven

Smelten is het winnen van metaal uit erts door hitte en een reductor toe te voegen. Deze vorm van extractieve metallurgie is geschikt om metalen als tin, lood, koper, ijzer, aluminium en zink te onttrekken.
De metalen komen in het erts veelal voor als verbinding, zodat het smelten van het metaal alleen niet voldoende is. De verbindingen zijn meestal ionaire bindingen als sulfides met zwavel, carbonaten met koolstof en oxides met zuurstof. De eerste twee worden eerst geroost waarbij door toevoegen van lucht en verhitting met relatief lage temperatuur gedeeltelijke oxidatie plaatsvindt zonder verbranding.
De oxides kunnen vervolgens in een smeltkroes bij hoge temperatuur als smelt gereduceerd worden, veelal een carbothermische reductie met koolstof dat met dizuurstof uit de lucht oxideert tot koolstofmonoxide, dat vervolgens met de zuurstof van de oxide reageert, waarbij het zuivere metaalelement overblijft. Door calcinatie met fluxen kunnen verontreinigingen of ganggesteente verwijderd worden als slak.

## Geschiedenis
Het historische belang van smelten is dusdanig dat er tijdperken als de kopertijd, bronstijd en ijzertijd zijn genoemd naar de resulterende metalen. Hoewel het een technologische revolutie zou blijken te zijn, zal de eerste bewerking van ertsen onbewust zijn geweest bij het maken van stenen werktuigen en sieraden, waar de metaaleigenschappen niet relevant waren, of slechts een bijzaak voor zaken als kleur. Metaalbewerking begon met metalen die in gedegen vorm gevonden worden, zoals vooral goud, maar ook wel zilver en koper. Deze hoefden dus niet gesmolten te worden en waren niet afhankelijk van de vorderingen in de menselijke vuurbeheersing. In een kampvuur ligt de vlamtemperatuur van de turbulente diffusievlam tussen de 700-1000 °C, in ieder geval ruim binnen het bereik van tin (232 °C) en lood (327 °C), maar de toepassingen daarvan in isolatie zijn beperkt.

### Koper
Dat veranderde met koper (1084 °C), dat enigszins geschikt is om werktuigen en wapens van te maken. Direct bewijs ontbreekt, maar aangezien een kampvuur niet heet genoeg is om koper te smelten, vond dit mogelijk plaats in pottenbakkersovens. Hierin kon voldaan worden aan de voorwaarden om een redoxreactie op gang te brengen, namelijk een urenlange verhitting in een zuurstofarme, koolstofrijke omgeving, iets wat in een kampvuur niet mogelijk is. Hoewel veel onderzoeken de nadruk hebben gelegd op de hoge temperaturen van de ovens, lijkt deze mogelijkheid om de luchtcondities te beheersen van groter belang. Mogelijk beïnvloedde het gebruik van grafiet om aardewerk te decoreren de pogingen om het smeltproces te verbeteren. Dat zou betekenen dat smelten pas mogelijk werd met de ontwikkeling van keramiek, aanvankelijk vooral aardewerk.
Vooral onder invloed van Vere Gordon Childe werd het idee populair dat alle innovatie uit het Nabije Oosten afkomstig was en via diffusie was verspreid, ex oriente lux, het licht komt uit het oosten. Henrieta Todorova wist met haar ex balcanae lux-model het belang van de Balkan op de agenda te zetten. De oudst bekende gietwerken zijn dan ook gevonden in Belovode in de Balkan waar toen de Vinčacultuur was gevestigd. Deze cultuur ontgon rond 5500 v.Chr. ook de Roedna Glava-mijn. Hoewel de techniek om keramiek te maken uit het Nabije Oosten afkomstig was – het keramisch Neolithicum in de Levant is gedateerd tussen 6500-5500 v. Chr. – lijkt de smelttechniek een oorspronkelijke ontwikkeling in de Balkan. De vondsten in Belovode zijn gedateerd rond 5000 v.Chr., maar aan het begin van het vijfde millennium werd ook in Tal-i-Iblis in het zuidoosten van Iran koper gesmolten. Uit de vondsten in Değirmentepe en Yumuktepe blijkt dat Anatolië volgde aan het einde van het vijfde millennium en begin van het vierde millennium. Een vondst van gietwerk in Tel Tsaf die is gedateerd rond 5000 v.Chr. is echter waarschijnlijk afkomstig uit de Kaukasus.

### Brons
Brons (~950 °C) is harder en duurzamer dan koper en betekende de volgende stap voorwaarts. Brons is een legering van koper met andere metalen als arseen of beter nog tin, maar dit laatste was niet overal voorhanden. De Vinčacultuur lijkt al rond 4650 v.Chr. tinbrons te hebben gemaakt in Pločnik. Niet lang daarna verdween deze cultuur echter en daarmee de techniek. Bij gebrek aan tin werd in het Nabije Oosten aanvankelijk arseenbrons gemaakt, maar ook hier werd vanaf het vroege derde millennium v.Chr. tinbrons geproduceerd.

### IJzer
De materiaaleigenschappen van ijzer zijn voor veel toepassingen gunstiger dan die van koper en ook brons, zoals hardheid en sterkte. Ook de beschikbaarheid is groter, aangezien ijzer een kleine 5% vormt van de aardkorst en koper slecht 0,005%. De smelttemperatuur van ijzer (1538 °C) ligt echter ook hoger en lag aanvankelijk voorbij de mogelijkheden van de laagovens die gebruikt werden.
Bij de vroege ijzerproductie smolt het ijzer dan ook niet, maar werd op zo'n 1200 °C sponsijzer geproduceerd. Dit wordt daarna afwisselend gehamerd en verhit, waarbij slak verwijderd wordt en uiteindelijk smeedijzer ontstaat. Vondsten in Kalehöyük suggereren dat in Anatolië al in het derde millennium v.Chr. ijzer werd geproduceerd.
Door middel van een hoogoven kan een hogere temperatuur bereikt worden waarbij het ijzer wel smelt. Op deze manier kan gietijzer worden geproduceerd, wat in China in de achtste eeuw v.Chr. plaatsvond. Daarmee liep het twee millennia voor op Europa. Het resulterende ruwijzer heeft een hoog koolstofgehalte, wat het moeilijk bewerkbaar maakt. Daartoe vindt ontkoling plaats door lucht toe te voegen waarbij de koolstof oxideert.